# Глазков, Василий Антонович
Василий Антонович Глазков (1 августа 1909 — 12 мая 1992) — советский футболист, выступавший на позиции защитника.

## Биография
Глазков родился в городе Дебальцево, территория современной Донецкой области Украины. Его первыми клубами стали таганрогские «Ленинец» и «Динамо». Большая часть карьеры футболиста прошла в «Динамо» из Ростова-на-Дону, в 1936 году он также выступал за «Стахановец», ныне — «Шахтёр Донецк». В 1938 году с ростовским «Динамо» он впервые поучаствовал в высшей лиге СССР, где провёл 18 матчей и забил один гол.
В 1940 году Глазков перешёл в «Динамо Киев». Тремя годами ранее он уже приглашался в киевский клуб сыграть против сборной Басконии во время турне последней по СССР. В том матче «Динамо» проиграло со счётом 3:1. В 1942 году карьера Глазкова прервалась из-за Великой Отечественной войны, участником которой ему довелось стать. После войны он сыграл пять матчей в дубле «Динамо», затем завершил карьеру.
Глазков умер 12 мая 1992 года в городе Азов, Ростовская область России.